# Calejão
Calejão ou Caleijão est un village du Cap-Vert sur l'île de São Nicolau.

## Géographie
Il est situé à 3 km de Ribeira Brava.

## Histoire
Le premier lycée séminaire d'Afrique de l'Ouest y fut construit par les portugais en 1869. Il a fermé ses portes en 1968.

## Personnalités
- Baltasar Lopes da Silva, écrivain, y est né et y a fait ses études.